# Antoine le Flamenc

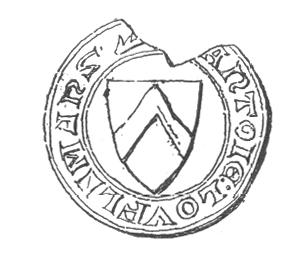
pieczęć Antoine'a le Flamenca

Antoine le Flamenc – władca Markizatu Bodonitzy w latach 1278-1286. 

## Życiorys
Był pochodzenia flamandzkiego. Był mężem Izabelli Pallavicini. Był uczestnikiem Bitwy nad rzeką Kefissos w wyniku której zapewne dostał się do niewoli Kompanii Katalońskiej.